# قطعنامه ۱۳۳۸ شورای امنیت
قطعنامه ۱۳۳۸ شورای امنیت سازمان ملل متحد که در تاریخ ۳۱ ژانویه ۲۰۰۱ تصویب شد، سندی بین‌المللی دربارهٔ اوضاع در تیمور شرقی است. این قطعنامه طی نشست ۴۲۶۸ام با ۱۵ رای موافق، ۰ مخالف و ۰ ممتنع تصویب شد.